# تيم روبرتسون
تيم روبرتسون (بالإنجليزية: Tim Robertson)‏ هو ممثل أسترالي، ولد في 1944 في المملكة المتحدة.

## وصلات خارجية
- تيم روبرتسون على موقع IMDb (الإنجليزية)
- تيم روبرتسون على موقع قاعدة بيانات الفيلم (الإنجليزية)